# 聖誕佳輯
《聖誕佳輯》是加拿大歌手麥可·布雷发行的第七张录音室专辑和第五张大牌录音室专辑。该专辑于2011年10月25日在美国发行。在截至2011年12月10日的一周内，《聖誕佳輯》升至告示牌200专辑销售榜第一，成为布雷继2007年的《真情失控》(Call Me Irresponsible) 和2009年的《疯狂的爱》之后的第三张列為榜首的專輯，該專輯并在榜单上停留了五周 。
截至2021年12月，这是布雷最成功的专辑，全球发行量超过1400万张，使其成为21世纪最畅销的专辑之一。
这这张专辑于2012年11月26日重新发行，包含四首额外的曲目，包括《圣诞之歌》的新录音。布雷还发行了《白色圣诞》的改编版，並與仙妮亚·唐恩共同合作，作为单曲。这个版本于2012年12月10日在布雷的NBC电视特别节目《回家过节》中首播。